# Eupograpta
Eupograpta là một chi nhện trong họ Miturgidae.